# Fallo!
Pour plus de détails, voir Fiche technique et Distribution.
Fallo!, parfois connu sous son titre anglais Do It!, est un film érotique italien à sketches réalisé par Tinto Brass et sorti en 2003.

## Synopsis
Alibi
Cinzia fête sa lune de miel avec son mari Gianni à Casablanca : il lui offre le prix qu'elle convoite, à savoir un rapport anal avec un beau serveur marocain.
Montaggio alternato
Stefania, la femme d'un présentateur de télévision, se moque de son mari qui la trompe avec Erika ; l'amant est le réalisateur de télévision Bruno.
Due cuori e una capanna
Dans la petite pension du Tyrol du Sud où elle travaille comme serveuse, Katarina, poussée par son petit ami napolitain Ciro, satisfait les avances de Bertha, une cliente allemande sadomasochiste (accompagnée de son mari, lui aussi soumis) : l'argent « supplémentaire » l'aidera à ouvrir son propre restaurant avec Ciro.
Botte d'allegria
Sans aucun remords, Raffaella trompe son mari Ugo, faisant ainsi passer ses nombreuses aventures extraconjugales pour des fantasmes sporadiques destinés à raviver le désir obsessionnel de son conjoint.
Honni soit qui mal y pense
La Bolonaise Anna, enflammée par le climat permissif et libertin du village naturiste du Cap d'Agde, cède sans tabou à Helen et à son satirique mari écossais Noel ce paradis qu'elle a toujours refusé à son présomptueux petit ami.
Dimmi porca che mi piace
La Vénitienne Rosy est en lune de miel à Londres, où elle décide d'oser et de concéder ses propres grâces aux yeux avides et désirants d'un voyeur anglais curieux.

## Fiche technique
- Titre italien : Fallo![1]
- Réalisateur : Tinto Brass
- Scénario : Tinto Brass, Carla Cipriani, Massimiliano Zanin
- Photographie : Federico Del Zoppo
- Montage : Tinto Brass
- Musique : Cicci Santucci (it)
- Décors et costumes : Carlo De Marino, Luigia Battani
- Production : Ugo Tucci, Roberto Di Girolamo, Giovanni Bertolucci
- Société de production : Letizia Cinematografican, Italgest Video
- Pays de production :  Italie
- Langue originale : italien
- Format : Couleur - 1,66:1
- Durée : 90 minutes
- Genre : Film érotique
- Dates de sortie :
  - Italie : 28 août 2003
  - France : 20 septembre 2007 (sortie DVD)

## Distribution
- Maruska Albertazzi : Anna
- Virginia Barrett : Bertha
- Sarah Cosmi (it) : Cinzia
- Lyudmyla Derkack :
- Angela Ferlaino : Raffaella
- Grazia Morelli : Hélène
- Federica Palmer : Rosy
- Raffaella Ponzo (it) : Katarina
- Silvia Rossi : Stefania
- Federica Tommasi (it) : Erika
- Massimiliano Caroletti : Gianni
- Daniele Ferrari : Ugo
- Stefano Gandolfo : Ciro
- Roberto Giulianelli :
- Leo Mantovani :
- Riccardo Marino :
- Vasco Montez :
- Andrea Nobili :
- Max Parodi (it) : Bruno
- Antonio Salines (it) : Noel
- Tinto Brass : voyeur anglais